# Tibor Simon (futbolista)
Tibor Simon (Budapest, Hungría, 1 de septiembre de 1965 - Budapest, Hungría, 23 de abril de 2002) fue un futbolista húngaro que jugaba en la demarcación de defensa.

## Carrera
Simon, quien jugó como defensa, pasó toda su carrera profesional en el club Ferencváros, y jugó 16 partidos a nivel internacional para Hungría, incluyendo tres partidos de clasificación de la Copa Mundial de la FIFA.

## Fallecimiento
El 21 de abril de 2002, Simon fue golpeado hasta la muerte por un personal de seguridad en Budapest, muriendo dos días después. Tres de los cuatro hombres detenidos por su asesinato fueron posteriormente liberados.

## Reconocimientos
- El Ferencváros retiró el dorsal número 2, dorsal que portó Simon durante su estadía en el club, como una muestra de reconocimiento.